# Loxsomataceae
Loxsomataceae (Loxomataceae je nekorektni naziv, porodica primitivnih papratnica sva dva priznata monotipska roda, jedan s Novog Zelanda, vrsta Loxsoma cunninghamii, i druga u Južnoj Americi, Loxsomopsis pearcei, duž andskog planinskog lanca od Bolivije prema sjeveru do Kostarike. 

## Opis
Loxsomataceae su mala porodica primitivnih paprati (red Cyatheales) koja se sastoji od dva monotipska roda. Loxsoma cunninghamii raste samo u sjevernom Novom Zelandu, dok se Loxsomopsis pearcei javlja duž planinskog lanca Anda od Bolivije prema sjeveru do Kostarike. Smatra se da porodica ima reliktnu rasprostranjenost—to jest, dvije izolirane moderne vrste tumače se kao jedini živi primjeri nekadašnjeg raznolikijeg skupa, pri čemu su pretpostavljene srodne vrste sve davno izumrle.
Obje vrste imaju duge puzave rizome i visoko razdijeljene listove. Sorusi su zatvoreni membranoznim režnjevima tkiva (induzij) poput vrećice sa sporangijima (strukture koje proizvode spore) koje strše iz usta. Spore su kuglaste.

## Rodovi
1. Loxsoma R.Br. ex A.Cunn.
2. Loxsomopsis Christ